# Teodor de Mas i Nadal
Teodor de Mas i Nadal (Barcelona, 1858 - Vilanova de Sau, 1936) va ser un enginyer i polític carlí català.

## Biografia

### Família
Teodor de Mas va néixer a Barcelona el 24 de setembre de 1858. Descendia d'una nissaga vigatana compromesa amb la causa catòlica i tradicionalista. El seu besavi, Teodor de Mas i Solà, s'havia distingit en la Guerra del Francès; el seu avi, Joaquim Josep de Mas i de Vedruna, va ser intendent de l'Exèrcit del pretendent Carles Maria Isidre de Borbó en la primera guerra carlina; i el seu pare, Lluís de Mas i Poudevida, va participar en la tercera guerra carlina al servei de Carles VII i va fundar i va presidir a Vic del Círcol Tradicionalista de l'Alta Muntanya. La seva besàvia Joaquima de Vedruna de Mas havia fundat l'Institut de Germanes Terciàries Carmelites de la Caritat, i va arribar a ser canonitzada pel papa Joan XXIII.

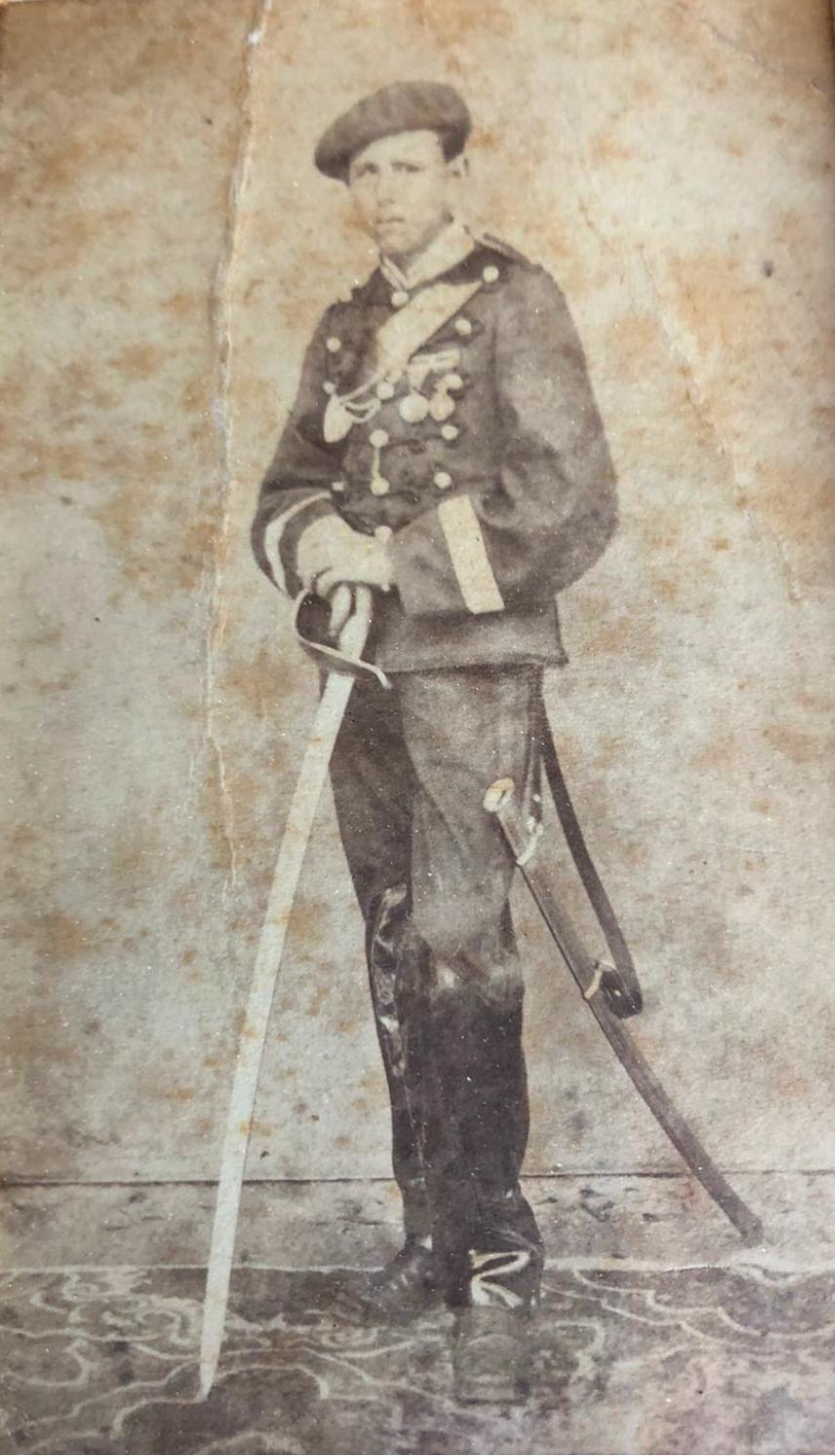
Teodor de Mas i Nadal durant la tercera guerra carlina.

Esclatada la tercera guerra carlina, quan només comptava catorze anys, va sortir amb quatre companys a reunir-se a les forces carlines que operaven a les Guilleries; però en veure'l tan jovenet el cap no el va voler admetre i el va fer tornar a casa. Tanmateix, l'any següent, el 1873, després d'una altra temptativa infructuosa per ingressar en les files carlines, va aconseguir el seu propòsit: fou admès i agregat al Reial Cos d'Enginyers del qual era cap el seu pare. Poc després va prendre part en l'atac i presa de la vila de Ripoll, on va guanyar el grau d'alferes.
Entre altres accions va participar en les de Campdevànol, Berga, Sant Hilari, Anglès, Prats, Olot, Seu d'Urgell i Banyoles, passant després en comissió de servei al Nord, i ingressant en l'esquadró de l'Escorta Reial, on va estar fins a la terminació de la guerra. El 1875 va assistir a les accions de Lumbier, va guanyar la creu del Mèrit Militar, i va ascendir a l'ocupació immediatament; va passar a França per ordre superior, per a tornar a entrar a Catalunya; però va ser detingut per la policia francesa a la frontera i internat a Montauban.

### Carrera professional
De retorn de l'emigració va dedicar les seves energies als treballs d'obres públiques, ja que els molts sacrificis fets pel seu avi i el seu pare a favor del carlisme, el van obligar a fer-se càrrec de la situació econòmica de la família.
Va continuar els estudis d'enginyer i va treballar en petites i grans construccions en diverses províncies d'Espanya i a la de Corrientes (Argentina), arribant a obtenir importants concessions, que no van poder realitzar-se per causes alienes a la seva voluntat, entre elles el ferrocarril de Vic a Pasteral d'Amer i el proveïment d'aigües a Barcelona amb les de la Noguera Pallaresa.
L'any 1884 va col·laborar en les obres del ferrocarril de Salamanca i en els salts del Duero i el 1887 va dirigir les obres d'una carretera a Albacete. A la capital de l'Argentina també va dirigir obres de ferrocarrils. Va fer també importantíssimes instal·lacions industrials, com la grandiosa fàbrica de ceràmica La Fe, de Buenos Aires.

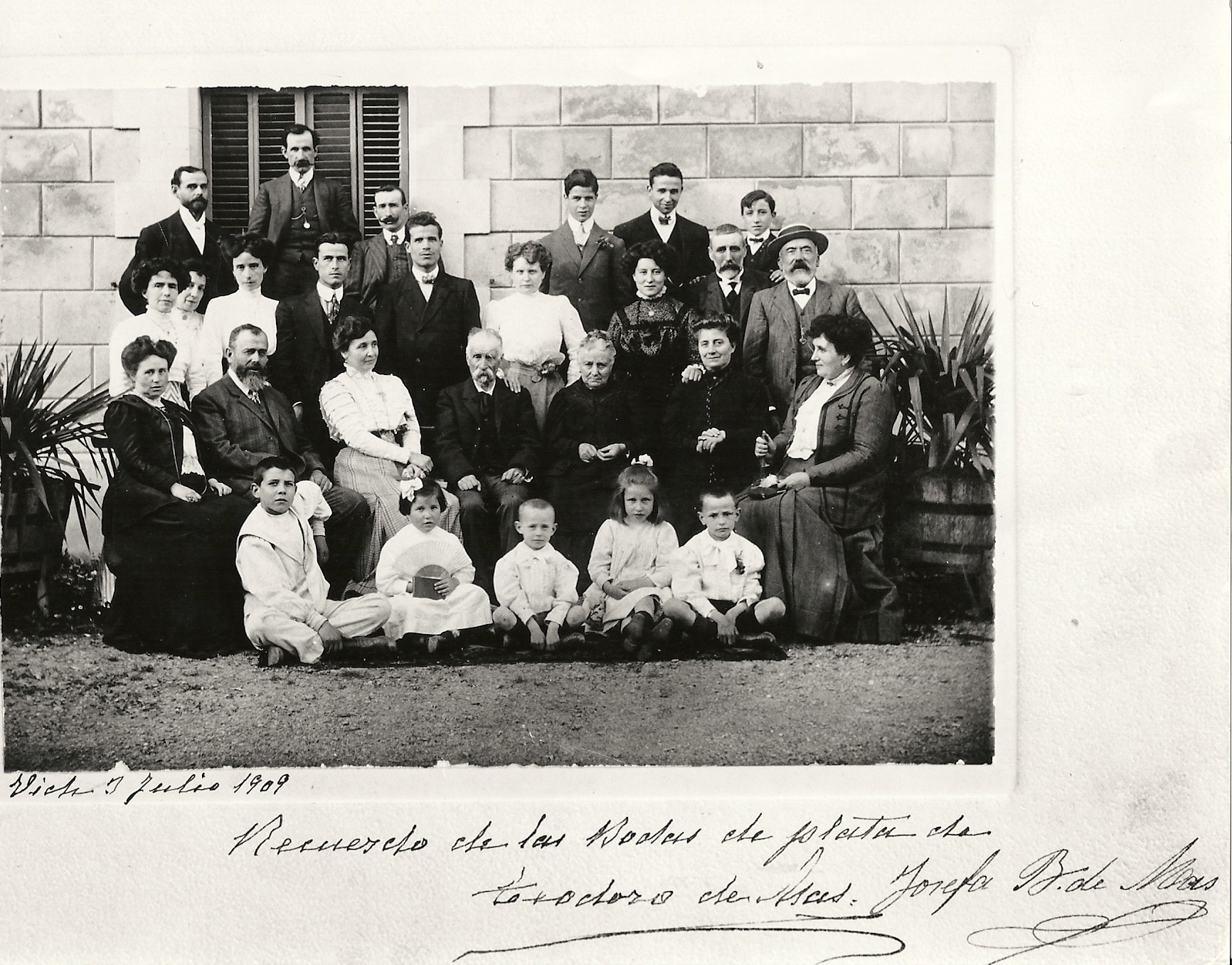
Teodor de Mas i la seva dona Josepa Bach Puig en les seves noces de plata. Al centre, els seus sogres, Josep Bach i Serra i Josepa Puig (1909).

Va col·laborar en el proveïment d'aigües de Monallots a Vic. Va instal·lar al Molí de Sau una central elèctrica per tal de distribuir electricitat a Vic, amb una línia de 15.000 V que arribava fins al Mas Escorial, des d'on s'introduïa a la ciutat amb una línia de 500 V.

### Cap comarcal i regional tradicionalista
Carles VII li professava gran afecte i li va confiar comissions i encàrrecs d'interès per a la causa carlina. Mas també es va destacar per les seves nombroses obres de caritat. El 1916 el marquès de Cerralbo el va nomenar nou cap tradicionalista del districte de Vic, després de rebre una exposició redactada i signada pels presidents dels Cercles jaumins i els representants de la major part dels pobles del districte, proposant-lo de manera unànime per al càrrec.
En produir-se l'any 1919 l'escissió de Juan Vázquez de Mella, Teodor de Mas es va separar del jaumisme i després de l'Assemblea regional mellista a Badalona, va ser nomenat cap regional del partit tradicionalista mellista a Catalunya.
El setembre del 1923 va expressar en un manifest l'adhesió dels tradicionalistes catalans de tendència mellista al Directori militar de Primo de Rivera, demanant que la supressió dels partits polítics conduís a la fi del sistema parlamentari i la implantació dels principis tradicionalistes en un règim representatiu més racional i cristià, de bases orgàniques i naturals, que hauria de reconstruir les classes, els municipis i les regions, i arribar a la representació professional amb mandat imperatiu a la manera de les antigues Corts.

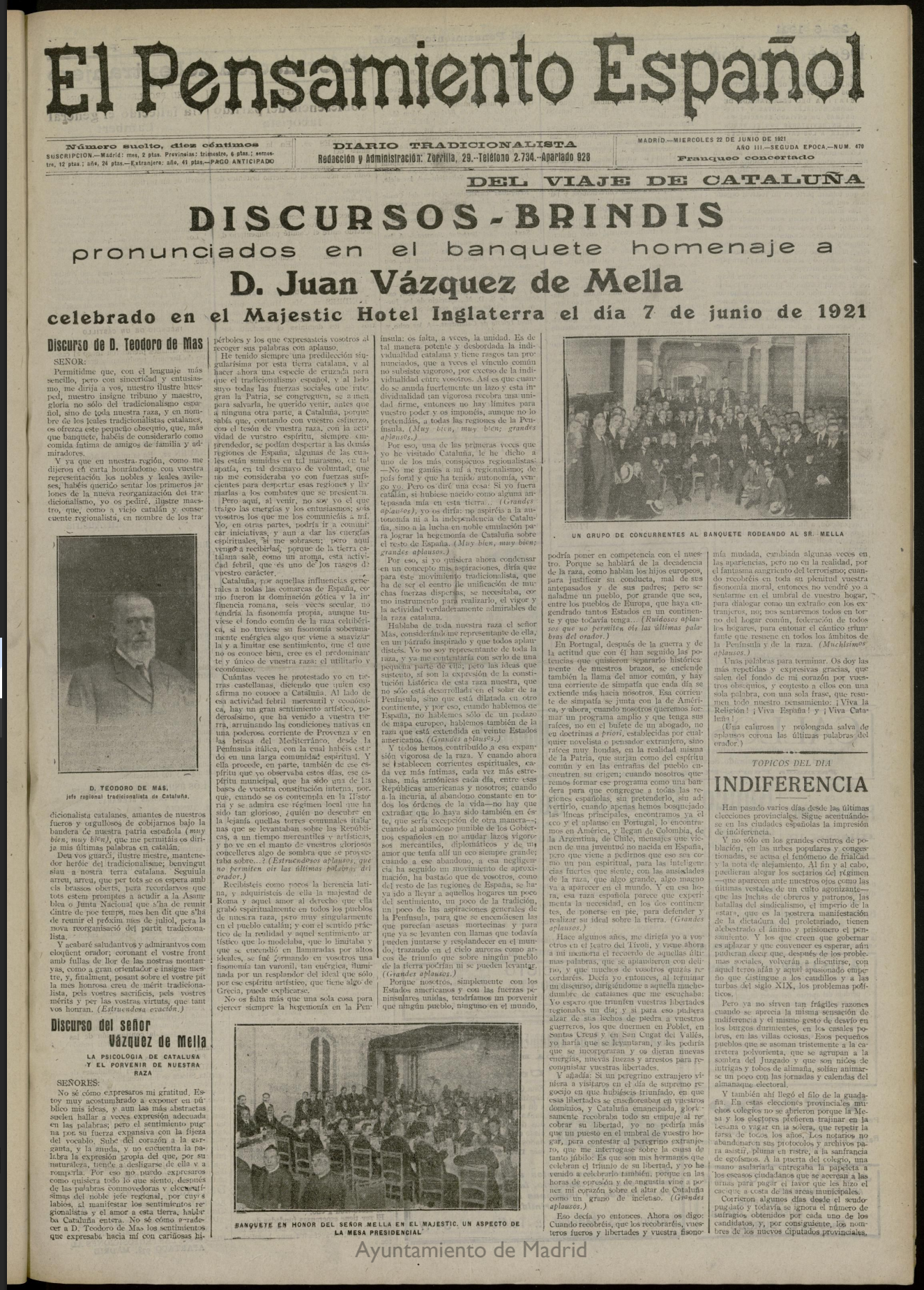
Teodor de Mas retratat en portada del diari mellista El Pensamiento Español com a cap tradicionalista de Catalunya amb motiu d'una visita de Juan Vázquez de Mella a la regió (22-6-1921).

Durant la dictadura, els tradicionalistes van ocupar càrrecs clau a l'Ajuntament de Vic, i un d'ells, Joan Comella i Colom, va ser nomenat alcalde. Comella va dur a terme mesures repressives contra els catalanistes, en contra del parer de Mas.
Quan es van reunificar tres branques del tradicionalisme a principis de la dècada de 1930, va retornar a la disciplina de la Comunió Tradicionalista, i va participar en actes de propaganda contra el laicisme de la Segona República.

### Mort
Després de l'esclat de la Guerra Civil espanyola, el 19 de juliol de 1936 va fugir de Vic, però moriria assassinat pels revolucionaris el 7 agost a la seva finca del Molí de Sant Romà de Sau, on s'havia refugiat amb el seu gendre Joan Traveria (marit de la seva filla Elvira Mas i Bach), qui va ser l'alcalde de Vic entre 1934 i 1935. Eren dos dels dirigents tradicionalistes més importants de la comarca d'Osona.
Segons una necrològica publicada 11 anys després, abans de morir va dir als seus botxins:
Ja sé a què veniu, i no em feu por. Com a home i com a antic militar, si ara tingués vint anys menys, us convidaria a mesurar les vostres forces i la vostra estratègia amb les meves. Em matareu, jo us perdono!
A la qual cosa que el cap dels milicians respondria: «Podem liquidar-lo aquí mateix». Després del seu afusellament, va caure de la butxaca de Teodor de Mas la Imitació de Crist.
A Vic hi ha un carrer que duu el nom de Teodor de Mas.
Fou pare de Josep Maria, Pau, Teodor, Lluís, Alexandre, Elvira i Jesusa de Mas i Bach. La seva descendència és molt nombrosa. Entre d'altres, és l'avi de l'actor i fotògraf vigatà Manel Gausa de Mas. Santiago Fatjó Travería, besnet de Teodor de Mas, conserva, entre altres records, un diari seu original.